# Chiesa dei Santi Rocco e Volfango
La chiesa dei Santi Rocco e Volfango è una chiesa sussidiaria a Orzano, frazione di Civezzano, in Trentino. La sua fondazione risale al XV secolo.

## Storia
La chiesa venne eretta con grande probabilità attorno alla fine del XV secolo per dare alla comunità di Orzano un suo edificio di culto. Da subito la dedicazione fu per i Santi Rocco e Volfango.
La decorazione ad affresco della facciata è stata eseguita quasi certamente subito dopo la sua erezione.
La solenne consacrazione venne celebrata dal vescovo Corrado, suffraganeo del principe vescovo di Trento Udalrico Frundsberg, nel 1491.
Durante il XX secolo la volta della sala venne decorata con dipinti murali.
Un intervento di restauro conservativo indirizzato al rifacimento degli intonaci, alla ripulitura delle strutture in pietra e in marmo ed al ritocco delle decorazioni è stato attuato negli anni 2005 e 2006.

## Descrizione
La chiesa è orientata verso nord-est ed è circondata da un muretto che ne delimita il sagrato ed il piccolo piazzale attorno. Si accede all'interno da una piccola scalinata.
La facciata è a capanna, con copertura a due spioventi. Si presenta con una certa asimmetria; il portale su un lato e una grande finestra con inferriate sull'altro. In alto, al centro, un piccolo oculo pure quello con inferriate.
La torre campanaria non molto elevata sorge sul lato verso l'abitato.
L'interno ha una sola navata coperta da una volta, e la stessa volta copre anche la parte presbiteriale.